# San Antonio Cámara
San Antonio Cámara es una localidad situada en el municipio de Temax, en el estado de Yucatán, México. Según el censo de 2020, tiene una población de 246 habitantes.
La población se desarrolló en torno a una hacienda henequenera propiedad de la familia de la Cámara.

## Historia de la Hacienda
La Hacienda de San Antonio Cámara toma su nombre de Antonio de Padua y de sus antiguos propietarios, los Cámara.
La familia de la Cámara son descendientes de Juan de la Cámara, un conquistador que, de la mano de Francisco de Montejo, participó en la conquista de Yucatán en el siglo XVI.  Juan de la Cámara recibió, entre otras, las encomiendas de Euán y Sinanché, "como conquistador que fue de estas provincias."
Así, desde principios del periodo virreinal, la familia Cámara ya tenía tierras en Sinanché que, al igual que Temax, era en ese entonces parte del distrito de Izamal, área que, a partir de mediados del siglo XIX, se convertiría en la zona henequenera de Yucatán.
Las haciendas en Yucatán fueron organizaciones agrarias que surgieron a finales del siglo XVII y en el curso del siglo XVIII a diferencia de lo que ocurrió en el resto de México y en casi toda la América hispana, en que estas fincas se establecieron casi inmediatamente después de la conquista y durante el siglo XVII. En Yucatán, por razones geográficas, ecológicas y económicas, particularmente la calidad del suelo y la falta de agua para regar, tuvieron una aparición tardía. La Hacienda de San Antonio Cámara originalmente se dedicó principalmente a la ganadería
Ya en el siglo XIX, durante y después la llamada Guerra de Castas, se establecieron las haciendas henequeneras en una escala más amplia en todo Yucatán, particularmente en la región centro norte, cuyas tierras tienen vocación para el cultivo del henequén.
Nicolás de la Cámara y Castillo (1823 - 1866) fue propietario de varias haciendas en la región de Temax, entre las que se incluyen las Haciendas de Santa Ana, Xkalak, San Antonio Cámara y Chumichén. Al morir don Nicolás en 1866, la Hacienda de Santa Ana pasó a manos de su hijo menor, Nicolás Cámara Luján (1851 - 1918). Las demás haciendas pasaron a ser propiedad de Raymundo Cámara Luján (1850 - 1919), su hijo primogénito.
Raymundo Cámara, fue un rico hacendado del porfirato y suegro de José María Pino Suárez, quien sería vicepresidente de México entre 1911 y su asesinato en 1913.

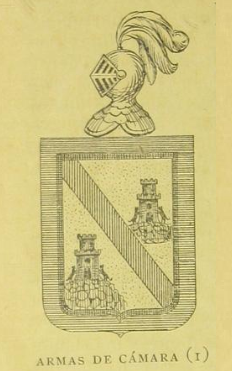
Escudo de la familia de la Cámara

Al igual que la mayoría de las otras haciendas, dejaron de serlo para convertirse en un ejido, es decir, en una unidad colectiva autónoma, con derecho comunitario de propiedad de la tierra, a partir del año 1937, después de los decretos que establecieron la reforma agraria en Yucatán, promulgados por el presidente Lázaro Cárdenas del Río. De un predio de 3423 hectáreas, le fueron expropiadas 2782 hectáreas a los hermanos Cámara Vakes, dejándoles únicamente unas 641 hectáreas alrededor del viejo casco de hacienda.

## Demografía
Según el censo de 2020 realizado por el INEGI, la población de la localidad es de 246 habitantes, de los cuales 119 eran hombres y 127 eran mujeres.
| 307                         | 224 | 185 | 166 | 161 | 222 | 205 | 222 | 213 | 224 | 211 | 226 | 228 | 246 |
| (Fuente: INEGI [Consultar]) |     |     |     |     |     |     |     |     |     |     |     |     |     |

## Galería

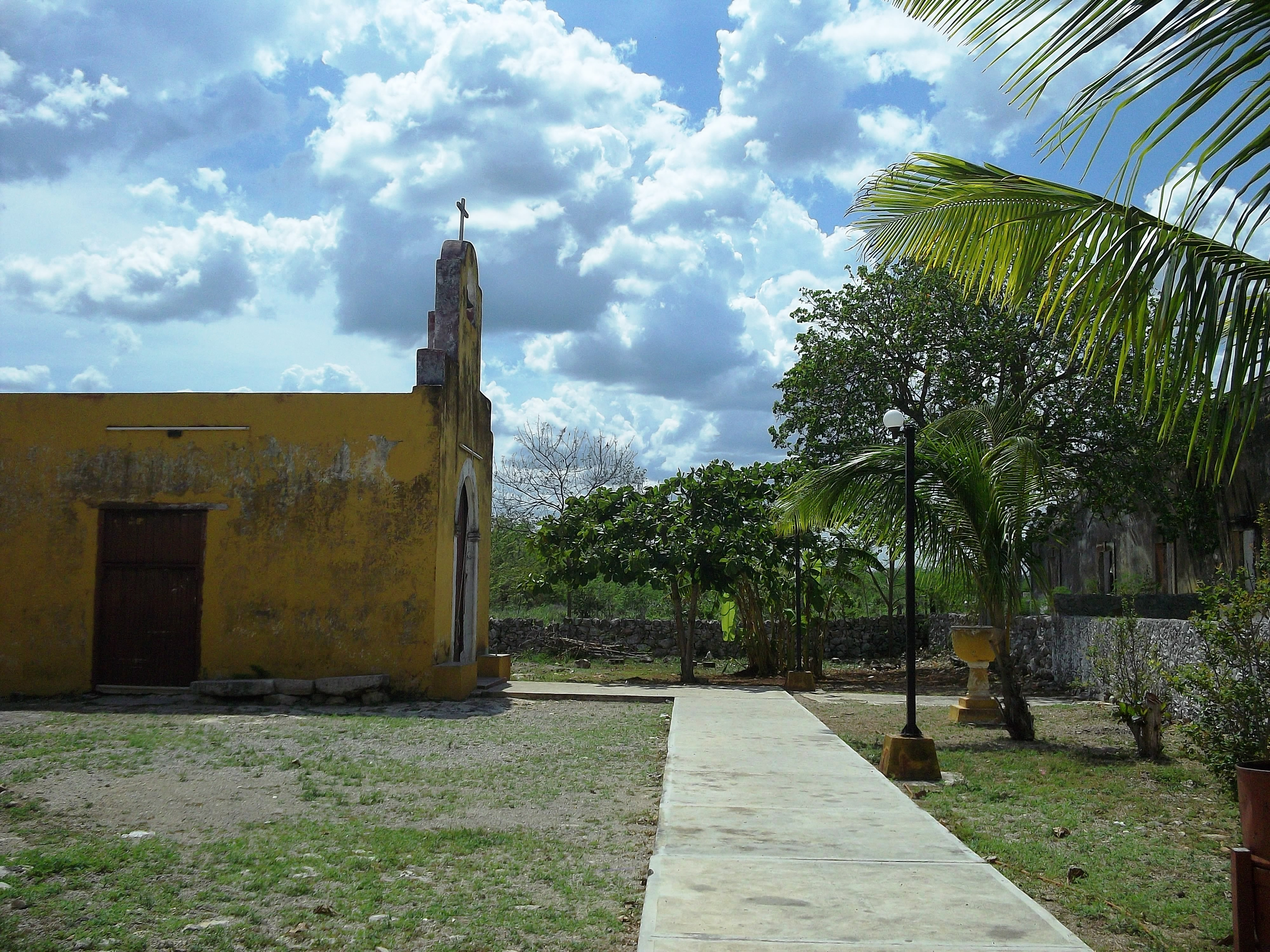
Iglesia de San Antonio Cámara
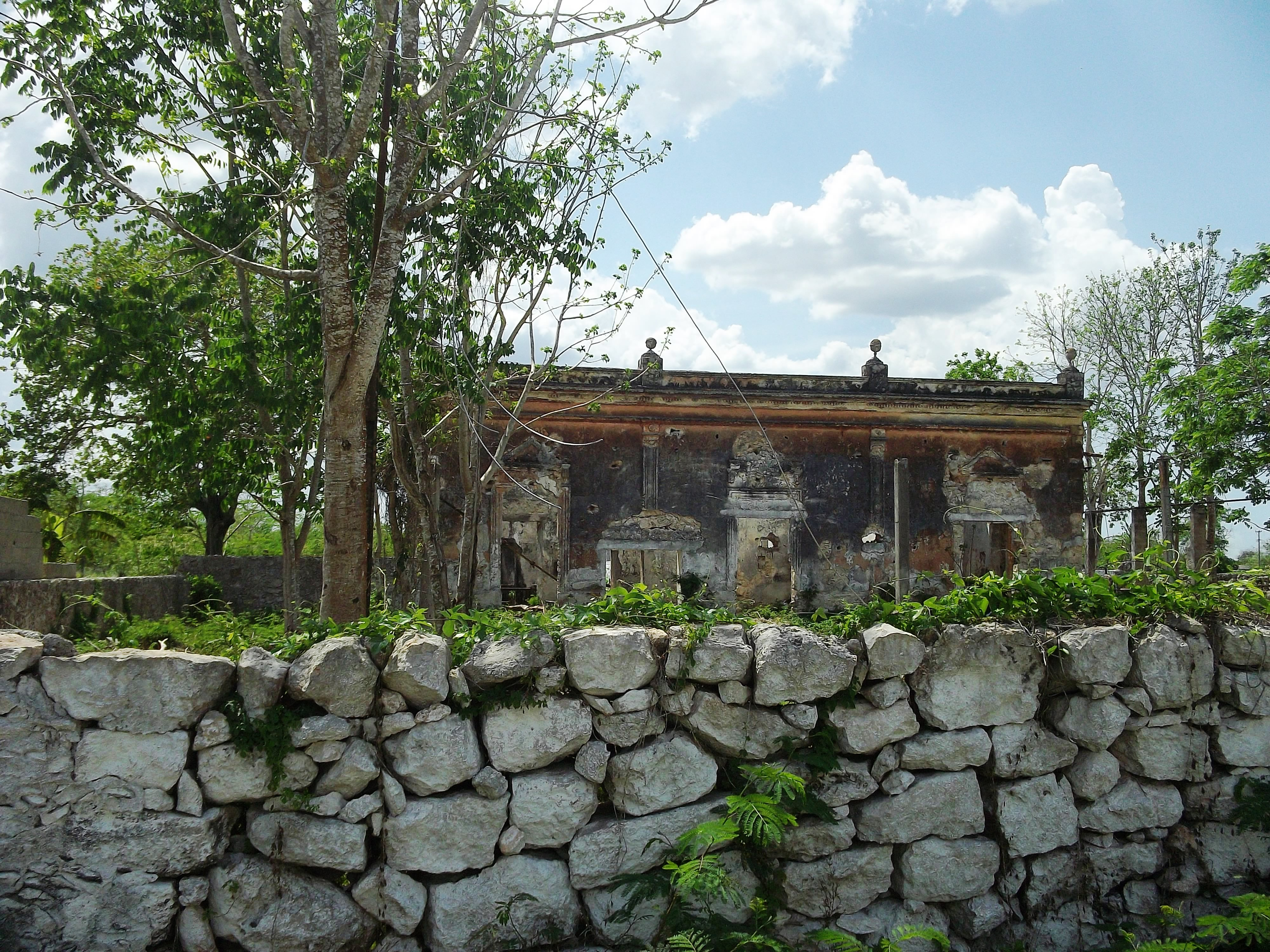
Vista de la hacienda San Antonio Cámara
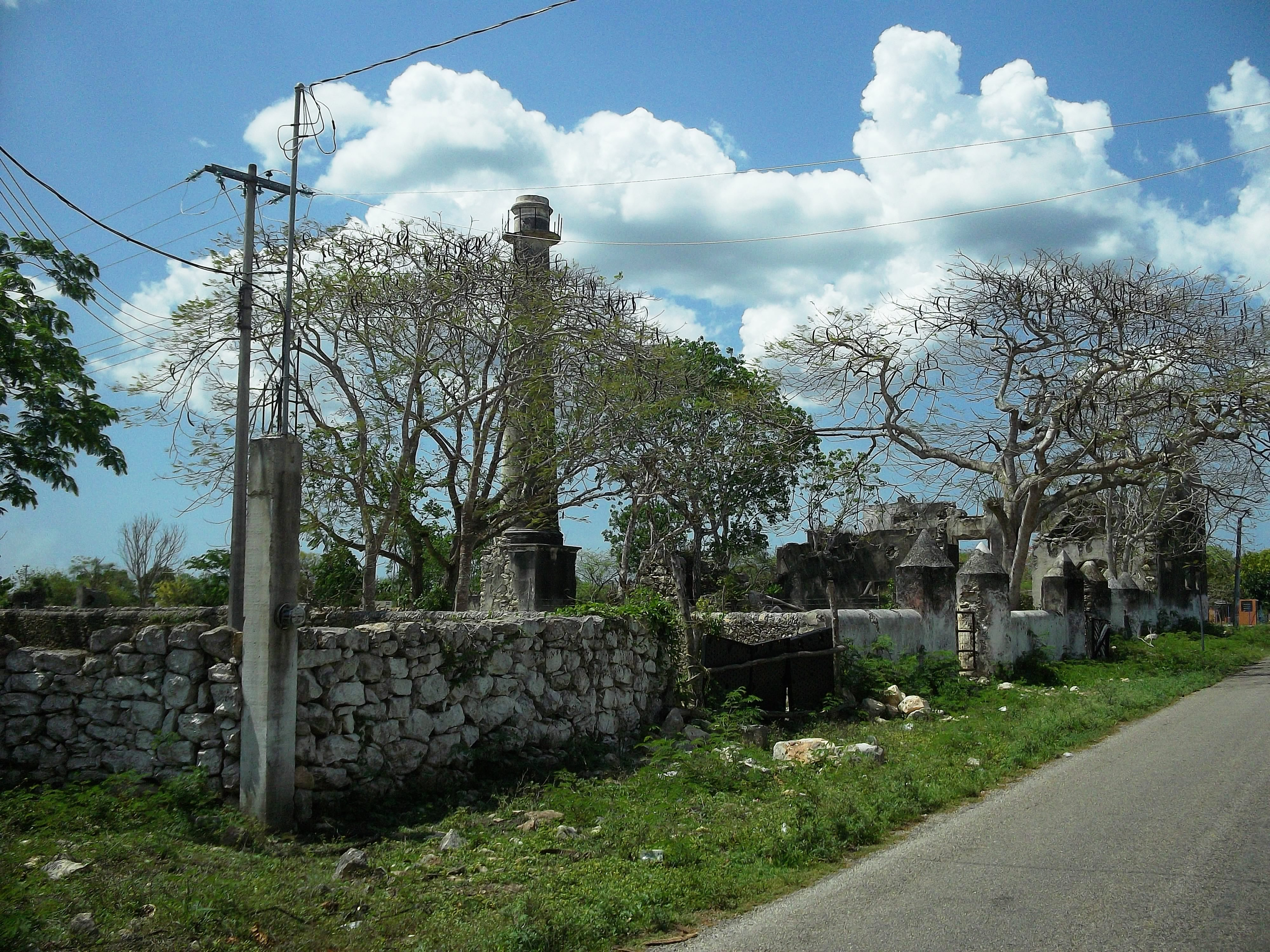
Vista de la hacienda San Antonio Cámara
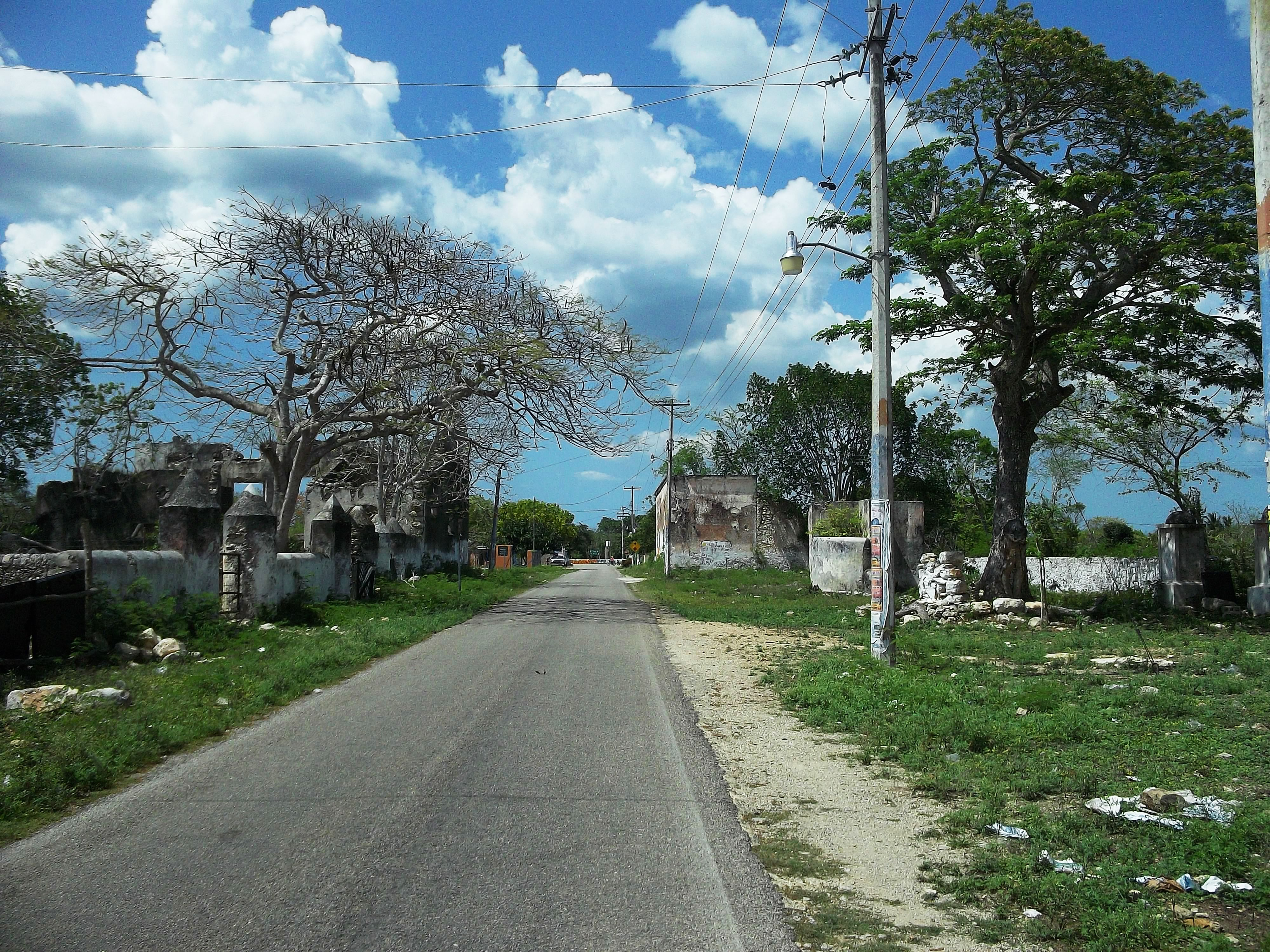
Vista de la hacienda San Antonio Cámara
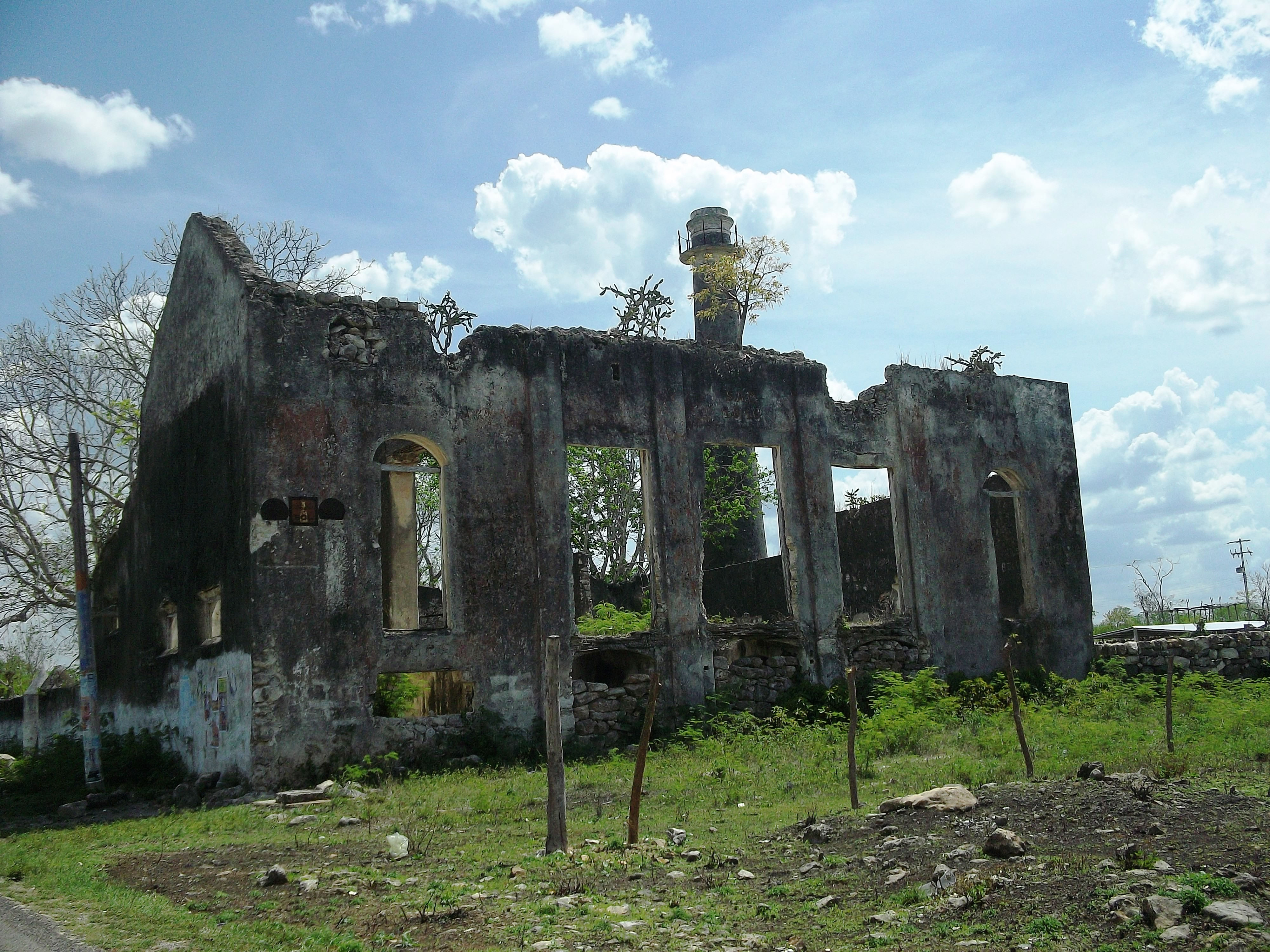
Vista de la hacienda San Antonio Cámara
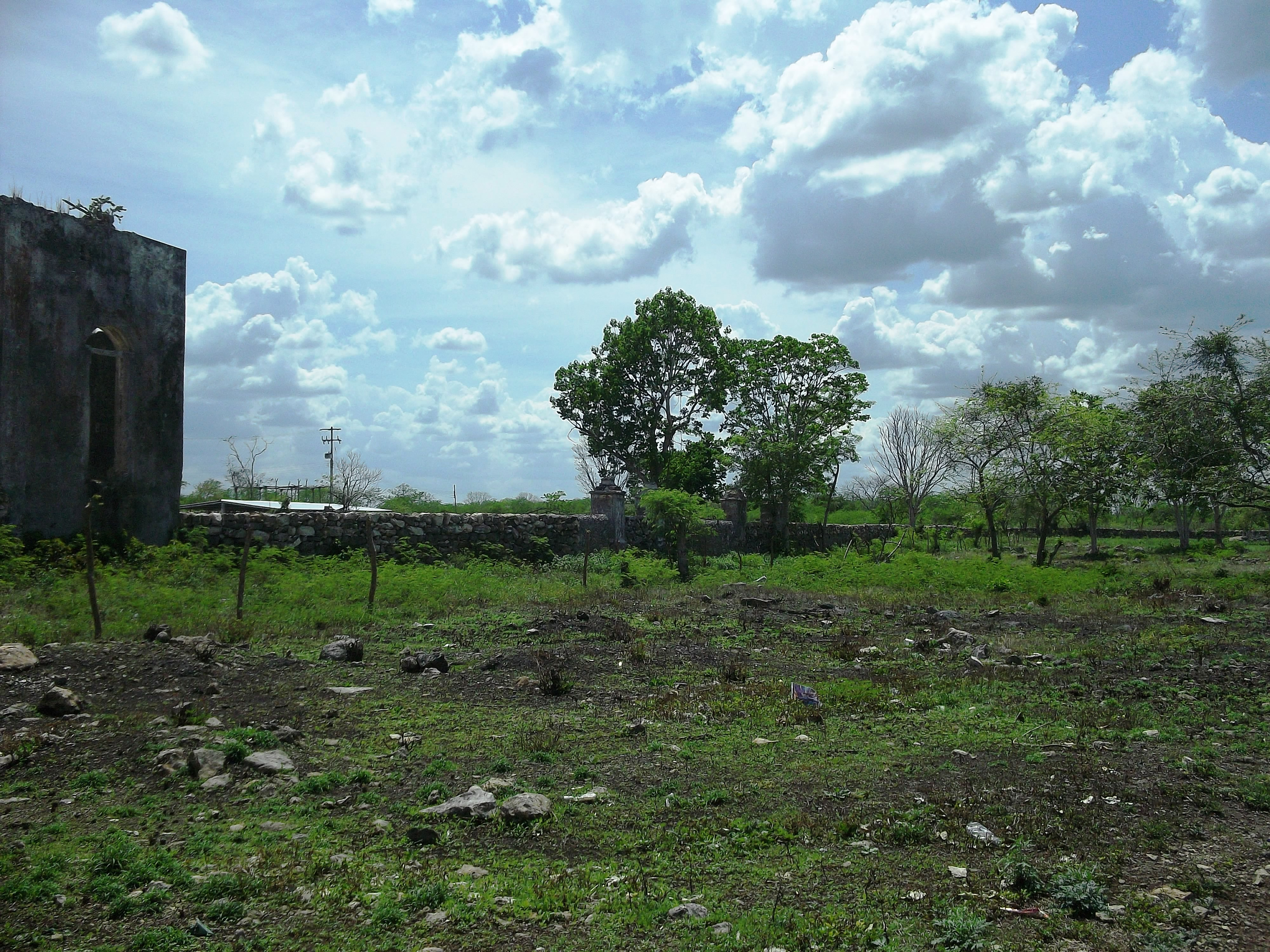
Vista de la hacienda San Antonio Cámara
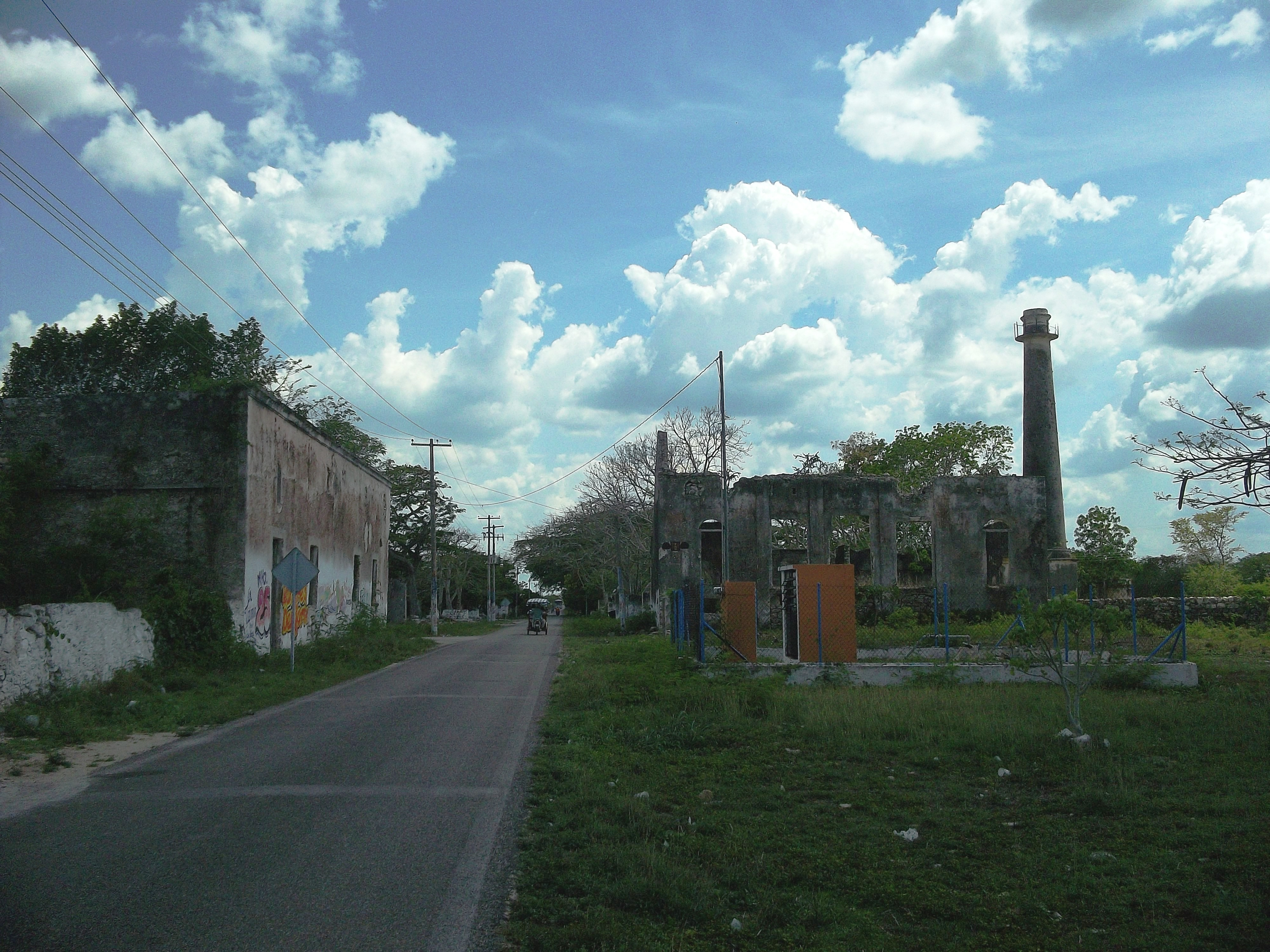
Vista de la hacienda San Antonio Cámara
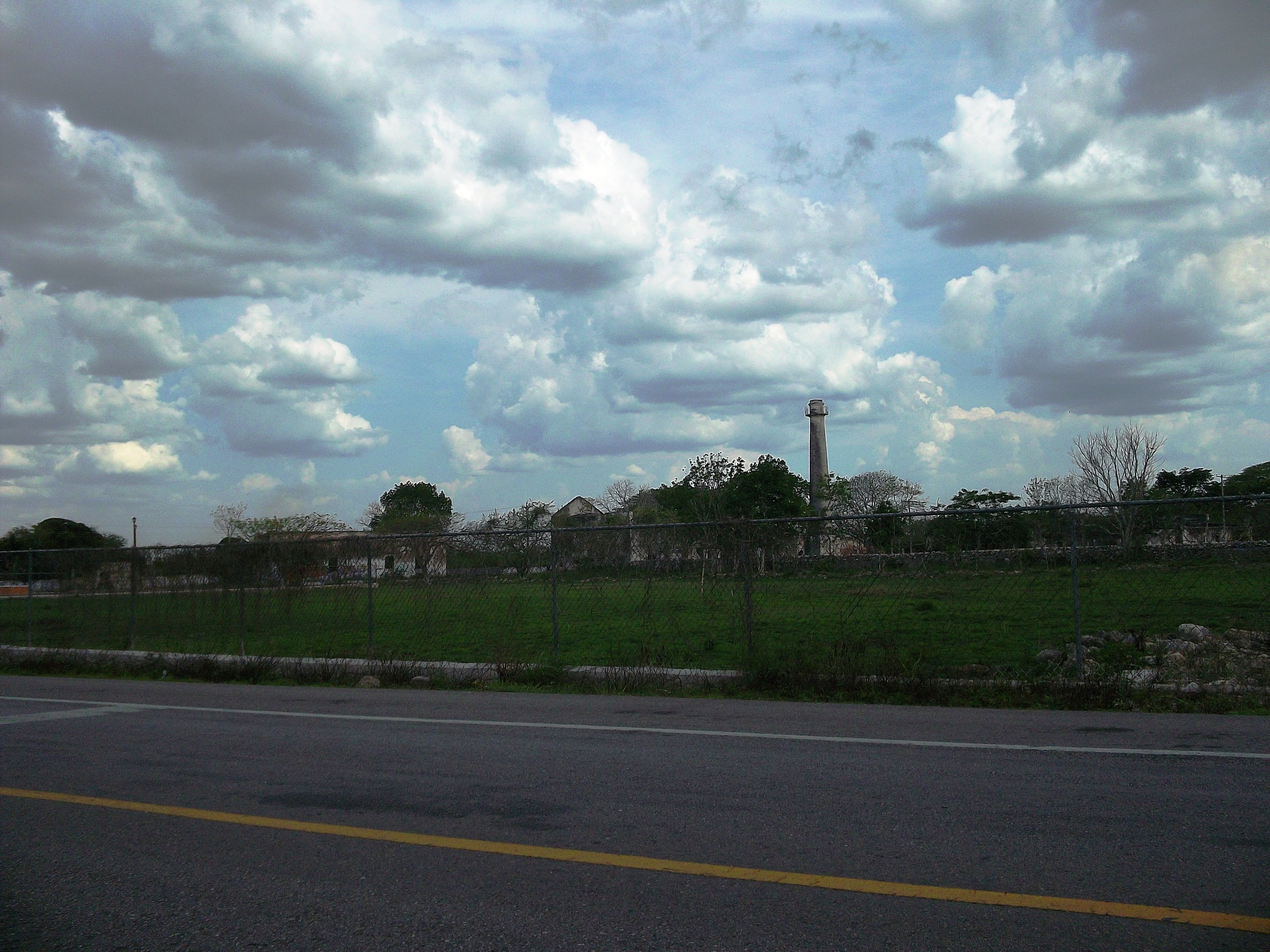
Vista de la hacienda San Antonio Cámara